# Challenger de Oeiras
El Open de Oeiras es un torneo de tenis profesional que se juega en tierra batida. Actualmente forma parte Challenger Tour. Se celebró por primera vez en Oeiras, Portugal durante 2021.

## Palmarés

### Individuales
| Año      | Campeón             | Finalista             | Resultado        |
| -------- | ------------------- | --------------------- | ---------------- |
| 2021-I   | Zdeněk Kolář        | Gastão Elias          | 6-4, 7-5         |
| 2021-II  | Pedro Cachín        | Nuno Borges           | 7-6(4), 7-6(3)   |
| 2021-III | Carlos Alcaraz      | Facundo Bagnis        | 6-4, 6-4         |
| 2021-IV  | Gastão Elias        | Holger Rune           | 5-7, 6-4, 6-4    |
| 2022-I   | Gastão Elias        | Nino Serdarušić       | 6-3, 6-4         |
| 2022-II  | Gastão Elias        | Alessandro Giannessi  | 7-6(4), 6-1      |
| 2022-III | Kaichi Uchida       | Kimmer Coppejans      | 6-2, 6-4         |
| 2023-I   | Zsombor Piros       | Juan Manuel Cerúndolo | 6-3, 6-4         |
| 2023-II  | Facundo Díaz Acosta | Aleksandar Vukic      | 6-4, 6-3         |
| 2024-I   | Francisco Comesaña  | Ugo Blanchet          | 6-4, 3-6, 7-5    |
| 2024-II  | Jaime Faria         | Elias Ymer            | 3-6, 7-6(3), 6-4 |
| 2025-I   | Elmer Møller        | Francisco Comesaña    | 6-0, 6-4         |

### Dobles
| Año      | Campeones                          | Finalistas                            | Resultado           |
| -------- | ---------------------------------- | ------------------------------------- | ------------------- |
| 2021-I   | Mats Moraing Oscar Otte            | Riccardo Bonadio Denis Yevseyev       | 6–1, 6–4            |
| 2021-II  | Nuno Borges Francisco Cabral       | Pavel Kotov Tseng Chun-hsin           | 6–1, 6–2            |
| 2021-III | Hunter Reese Sem Verbeek           | Sadio Doumbia Fabien Reboul           | 4–6, 6–4, [10–7]    |
| 2021-IV  | Jesper de Jong Tim van Rijthoven   | Julian Lenz Roberto Quiroz            | 6–1, 7–6(3)         |
| 2022-I   | Nuno Borges Francisco Cabral       | Sanjar Fayziev Markos Kalovelonis     | 6–3, 6–0            |
| 2022-II  | Nuno Borges Francisco Cabral       | Zdeněk Kolář Adam Pavlásek            | 6–4, 6–0            |
| 2022-III | Sadio Doumbia Fabien Reboul        | Robert Galloway Alex Lawson           | 6–3, 3–6, [15–13]   |
| 2023-I   | Victor Vlad Cornea Franko Škugor   | Marcelo Demoliner Andrea Vavassori    | 7–6(2), 7–6(4)      |
| 2023-II  | Luke Johnson Sem Verbeek           | Jaime Faria Henrique Rocha            | 6–7(6), 7–5, [10–6] |
| 2024-I   | Filip Bergevi Mick Veldheer        | Sergio Martos Gornés Petros Tsitsipas | 6–1, 6–4            |
| 2024-II  | Anirudh Chandrasekar Arjun Kadhe   | Simon Freund Johannes Ingildsen       | 7–5, 6–4            |
| 2025-I   | Karol Drzewiecki Piotr Matuszewski | Francisco Cabral Lucas Miedler        | 6–4, 3–6, [10–8]    |